# Ioan Maniu
Ioan Maniu (n. 10 septembrie 1833, Bădăcin — d. 4 noiembrie 1895, Bădăcin) a fost un jurist român transilvănean, tatăl lui Iuliu Maniu.

## Familia
S-a născut pe 10 septembrie 1833 într-o famile română unită (greco-catolică), fiind fiul lui Teodor Man și al Ilenei Bărnuțiu, sora revoluționarului Simion Bărnuțiu. Teodor Man a fost țăran-nobil din Bădăcin, unul din descendenții lui Laurențiu Man. Într-o scrisoare către unchiul său, Simion Bărnuțiu, din 10 martie 1861, Ioan Maniu, făcându-și autoportretul, spune că are trupul înalt, „numai că sunt subțire și nu gras ca tatăl meu”. Teodor Man a murit în floarea vârstei din cauza unei pneumonii, pe care a contactat-o în timp ce lucra la construcția propriei case. Ioan Maniu a avut doar 2 ani la moartea tatălui său. 
Ileana Bărnuțiu a fost fiica învățătorului și a cantorului Ioan Bărnuțiu, căsătorit cu Ana Oros din Bocșa. Ioan Bărnuțiu a fost fiul preotului român unit Simion Bărnuțiu din Bocșa, acesta din urmă era și el tot fiu de preot, iar pe tatăl său îl chema tot Simion Bărnuțiu. În scrisoarea pe care Ioan Maniu o adresează unchiului său, Simion Bărnuțiu, în 30 octombrie 1855 scria: „Sămănați prea bine laolaltă în toate celea, numai că Mama, era mai seacă și mai pălită la față ca Dumneavoastră.” Într-o altă scrisoare Ioan Maniu i-a mai scris unchiului: „Eu altă creștere până în anul vieții mele 16, n-am avut decât care mi-a insuflat-o mama cu dulcile ei cuvinte. Alt exemplu de virtute n-am avut decât purtarea ei cea blândă, inima ei cea nobilă, de care tot omul se mira.” Ileana Bărnuțiu a murit în 1854-1855. Teodor Man și Ilena Bărnuțiu au avut trei copii: Ioan, Sofia (căsătorită cu Teodor Man, econom în Bădăcin) și Ștefan.

## Viața si activitatea
La vârsta de 6 ani, în 1839, începe, la Șimleu Silvaniei, cursurile gimnaziului minorit franciscan, unde va absolvi clasele elementare și 4 clase gimnaziale inferioare. A petrecut aici 8 ani sub disciplina severă a acestor călugări. Aici l-a întâlnit pe vicarul Alexandru Șterca Șuluțiu și pe profesorul de limba română Andrei Liviu Pop, care, mai târziu, i-au influențat cursul vieții. 
În toamna anului 1849 a plecat la Liceul din Blaj, unde s-a înscris în clasa a V-a liceală. La Blaj a trăit foarte greu, cu „țipăul” (pâinea gratuită pe care o primeau de la Mitropolie elevii săraci) și cu „zeama” săracă, gratuită de la bucătăria Seminarului teologic, unde zilnic era un cazan de ciorbă pentru elevii săraci.
În 1850 vine acasă în vacanța de Paști, dar, din cauza lipsurilor, era să întrerupă școala. A și rămas aici, până când a intervenit fostul lui profesor Andrei Liviu Pop spunându-i mamei sale Ileana că ar fi păcat să rămână băiatul acasă, țăran, văzând excelentele lui note. Din rapoartele anuale ale liceului se observă că, în clasele VI-VIII (lipseau cele din clasa a V-a), dar elevul Maniu era printre primii, la note și purtare. Începând cu clasa a VII-a, Unchiul Bărnuțiu a putut să-i trimită câte un modest ajutor. Unul din colegii și prietenii lui foarte buni, a fost Ioan Micu Moldovan, care a rămas până la moartea lui prieten și sfătuitor al familiei, trecând prietenia veche mai ales asupra lui Iuliu Maniu, care, la propunerea lui, a fost numit avocat al Mitropoliei din Blaj.
La dorința mamei sale urmează cariera preoțească. În 1853 se înscrie la seminarul din Blaj, dar în al doilea an de seminar își pierde și mama (1854-1855). În aceste condiții este luat în grijă de unchiul său, Simion Bărnuțiu, care l-a ocrotit și l-a ajutat să-și plătească cursurile școlare, orientându-i și cariera profesională. Simion Bărnuțiu, aflând de moartea surorii sale, îi scria din Iași, în 1855: „Tare m’au întristat și pe mine moartea mumă’ta ți’am fost scris însă că să nu fii peste măsură supărat și îngrijat, pentru că pe anul viitor te voi ajuta ca să continui studiile precum ti-am fost promis și mai înainte.” 

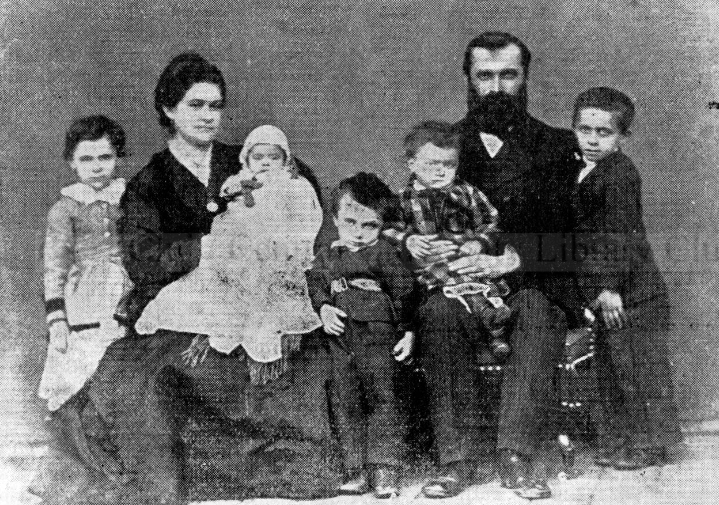
De la stânga spre dreapta: Elena, Clara Maniu, Sabina, Ioan, Iuliu Maniu, Ioan Maniu, Casiu

În vara anului 1854, înainte de a pleca la Iași, Simion Bărnuțiu a petrecut la Bădăcin nouă zile la sora sa Ileana. Aici a avut lungi convorbiri cu nepotul Ionaș, sub părul de pe Dealul Țarinei (care azi îi poartă numele). 
Simion Bărnuțiu nu este de acord cu cariera preoțească alesă și-l sfătuiește să aleagă științele exacte, politehnica: „Scrie-mi la ce ai mai mare aplecare la studiile juridice sau cela politechnice (matematică, fizică, arhitectură, techincă etc). Las în voie ați allege care vei voi, numai atât abserv, că cu toată știință legilor numai la atâta ajungi ca să fii scriitor dintr’un protocol în altul, un biet de impiegat care depinde de la grazia tuturor; mai mult poți folosi dacă înveți bine științele politechnice, și ești și mai liber și mai perfect, mai ales în timpul de astăzi, când este atâta vorbă și atâta lipsă a reforma agricultura, industria, comerciul, și prin acestea și soartea societății… Apoi despre aceea am cugetat, oare cum ar fi mai bine: să absolvezi teologia, sau să o lași într’atâta, și să te apuci de alte studii pe anul viitor?” Ioan Maniu a întrerupt teologia și la 5 octombrie 1855 se înscrie la Facultatea de Drept a Universității din Pesta. Scopul lui a fost de a deveni jurist, pentru a „sta față cu orice inamic al românilor” și a apăra „dreptul neviolabil al națiunii” lui. În 30 octombrie 1855 îi scria din Pesta unchiului său, informându-l despre înscrierea sa la drept, despre cursuri, dar mai ales despre greutățile pe care le întâmpina din cauză că nu cunoaștea bine limba maghiară și germană. Regreta foarte mult învățământul național, și-i scria unchiului său: „fericiți tineri care aveți și puteți învăța științele cele frumoase în limba națiunei voastre și fericită e națiunea vostră că crește și nutrește în sânul ei tineri cari cu timpul, care de care mai folositor și mai mare razim!” În aceași scrisoare își exprima o dorință arzătoare de a vedea și acasă Academii și Universități cu predare în limba română: „Oare spera-voi să pot absolvi în pace și ca să văd o universitate în Ardeal care să se numească națională română?”
După doi ani de studii la Universitatea din Pesta, în toamna anului 1857, Ioan Maniu se înscrie în semestrul al V-lea la Universitatea din Viena. În vara anului 1858 își petrece vacanța acasă la Bădăcin, ca în 3 octombrie să plece iar la Viena, unde ajunge după o călătorie de o săptămână. Din august 1859 până în iunie 1861 este din nou la Pesta, unde se pregătește pentru cele trei examene “rigoroaze”, necesare pentru a obține diploma de doctor. La 3 iulie 1860 trece cu succes “rigorozul II”. În tot timpul acesta, Ioan Maniu era preocupat și de problemele politice românești scriind și articole politice: „Înfrățire adevărată” articol apărut în Gazeta de Transilvania din Brașov, în care demască nesinceritatea vorbelor de înfrățire ale elitei politice maghiare, iar în numerele 24 și 25 din 1861 din revista “Foaie pentru minte, inimă și literatură” sub pseudonimul “Ioachim” arată în termeni vii lupta pe care o duc deputații români din parlamentul maghiar pentru drepturile românilor transilvăneni. 
În 16 februarie 1861 face cu succes și “rigorozul III” la Univeristatea din Pesta și, apoi, primește diploma de doctor în științe juridice. Unchiul Bărnuțiu îl sfătuiește să nu accepte niciun post până când nu va fi avocat, astfel va mai aștepta încă doi ani până va putea lua “cenzura” de avocat. Mai rămâne o perioadă în Pesta, de unde îl va informa pe Bărnuțiu despre activitățile politice ale românilor de acolo. În 13 iunie 1861 pleacă spre casă și sosește la Bădăcin în 27 iunie, oprindu-se în drum la Oradea și la Hălmagiu, la o mătușă a sa. Începând din 1 august 1861 face o călătorie prin Ardeal și se întoarce în Bădăcin la 14 august, după ce a întâlnit o serie de intelectuali români din Cluj, Gherla și Sibiu. Se arată nemulțumit de atitudinea lor și îi scrie lui Bărnuțiu: „Eu fac ce pot, umblu pe la toți și îi mișc ca pe bivoli, dar de multe ori cât-ce i-ai scăpat din mână, nu mai au grijă de nimica”.
În anul 1862 Ioan Maniu ocupa postul de asesor la tribunalul comitatului Crasna, iar în anul următor este numit avocat și apoi judecător la Tribunalul din Șimleu. 
În 1860, când guvernul de la Viena trece la reorganizarea politică a imperiului, Ioan Maniu se remarcă printre tinerii din comitatul Crasna, care cereau retrocedarea la ținutul Transilvaniei a ceea ce se chema atunci Partium, anexat Ungariei. La 16 august 1861, în casa vicarului Demetriu Coroianu, la o adunare a intelectualilor ține o cuvântare, iar apoi este desemnat să redacteze în limba latină un protest împotriva unirii Transilvaniei cu Ungaria. Are apoi grijă ca protestul să se generalizeze în întreg Ardealul. În 18 noiembrie 1861 a inițiat și organizat o întrunire politică la Băsești pentru „chemarea la luptă pentru afirmarea drepturilor națiunii române”. La sfințirea bisericii din Bobota, în 1861, Memorandul este citit și semnat de toți cei prezenți. Sunt desemnați să meargă la Viena cu protestul sălăjenilor: Ioan Maniu - avocat, Ioan Galu - protopop și George Filep - avocat. Rezultatul nu a fost cel așteptat, deoarece împăratul, primindu-i în audiență în 29 octombrie, le-a răspuns: „Este o chestiune foarte grea, anexiunea la Ungaria este legală”. Ioan Maniu avea atunci numai 28 de ani, deși foarte tânăr, avea o mare autoritate printre românii ardeleni.
Din Viena, Ioan Maniu nu s-a întors acasă, ci a rămas în Pesta, pentru a face practică pe lângă avocatul Kanocz din Buda, care-l angajează ca avocat stagiar “candidat de avocat”.
La 20 mai 1863 sosește la Pesta pentru cenzura de avocat. Trece examenul de cenzură la 13 iunie 1863, iar în 15 iunie depune jurământul de avocat. În 27 iunie sustine și al doilea examen de cenzură, examen special, necesar pe atunci pentru practica comercială și cambială. La cele două examene a avut nota “Lăudabil”. În 2 iulie 1863 pleacă spre casă, cu cele două diplome. Dupa ce și-a luat cenzura de avocat este numit judecător la Șimleu Silvaniei. În 1876 Ioan Maniu a fost transferat la Tribunalul din Zalău, Comitatul Sălaj, pe aceeași funcție, de judecător, pe care o îndeplinise și la Șimleu, începând cu anul 1863 când și-a luat cenzura de avocat. 
Ioan Maniu este înștiințat de către Ștefan Micle de la Iași despre starea gravă a unchiului său Simion Bărnuțiu. În primăvara anului 1864, Ioan Maniu mergea la Iași ca să-l aducă acasă pe unchiul său bolnav. A rămas la Iași șase săptămâni, îngrijindu-l pe Bărnuțiu. De la Iași, in drum spre Bocșa, Ioan Maniu și Simion Bărnuțiu au calatorit, trecând prin Vatra Dornei și Bistrița, cu o trăsură special confecționată din ordinul lui Alexandru Ioan Cuza; pe drum, Bărnuțiu moare (28 mai 1864). În Testamentul său, scris în 1864, Simion Bărnuțiu, îl însărcina pe “nepotul drag din Bădăcin” Ioan Maniu să se îngrijească de tipărirea manuscriselor. Averea lui: scrierile, produsul anilor de zbucium și studii închinate neamului au ajuns în moștenirea lui Ioan Maniu, care, respectând ultima dorință, și-a dat toată osteneala să le tipărească. A fost ajutat de către prietenii lui Bărnuțiu de la Iași. Un comitet de intelectuali ieșeni, în frunte cu profesorul Dr. Suciu, au tipărit: “Dreptu publicu al Româniloru” 1867; “Dreptu Naturale Privatu” 1868; “Dreptu Naturale Publicu” 1870; “Psihologia Empirică și Logică” 1871.
Ioan Maniu s-a îngrijit după moartea lui Simion Bărnuțiu de sora acestuia, Gafia Bărnuțiu, de nepotul Dumitru Bărnuțiu și de fiul acesteia, Petru Pop din Bădăcin, care era student. Aceștia trebuiau să primească de la Ministerul Intrucțiunii Publice 60 de galbeni, salariul lui Simion Bărnuțiu pe două luni, dar cererea făcută de Ioan Maniu este refuzată, motivând că Bărnuțiu nu mai are nimic de încasat de la acest minister. Ioan Maniu i-a susținut din averea sa, s-a îngrijit tot timpul de mătușa lui Gafia, iar pe nepoți i-a întreținut la școală.
La un an după moartea mentorului său, în 1865, lua în căsătorie pe Clara Coroianu, fiica vicarului episcopesc Demetriu Coroianu. Prin cumnatul Iuliu Coroianu (memorandist), căsătorit cu Dorina, fiica președintelui PNR Ioan Rațiu, se înrudea cu acesta din urmă. Din căsătorie au rezultat următorii copii: Scipio (+8ani); Cassiu (27 iulie 1867-1943), fost avocat, publicist și profesor universitar de drept la Cluj; Elena, măritată cu Ioan Pop, vicar foraneu la Năsăud; Iuliu; Sabina (+22ani); Ioan (+7luni); Cornelia, călugărită sub numele de sora Cecilia; Iulia (+9 luni) și Emilia (+8luni).
Ioan Maniu a convocat împreună cu Florian Mărcuș o consfătuire națională la Șimleu Silvaniei, în 9 martie 1869. La toate campanile electorale, până la decretarea pasivității de către Comitetul Național, adică la campanile electorale din 1861, 1865, 1869, a luat parte activă, de conducere, în sprijinul candidaților români: vicarul Demetriu Coroianu și Florian Mărcuș.
De la tribunalul din Zalău s-a și pensionat în anul 1891, iar în 1891 a fost ales juristconsult și avocat al Institulului de credit și economii “Silvania”.  Ioan Maniu a moștenit, Dealul Țarinei de la părinții lui. În 1890, a fost construită o casă de vară. Aceasta avea două camere, după o verandă mică și deschisă, în față. O cameră mai îngustă în față, una mai mare alăturată acesteia, in care Ioan Maniu a murit. Aveau tavanul cu bârne, și cu bârne au rămas până azi. Ioan Maniu, după pensionare, a fost multă vreme bolnav și nu putea să se ocupe prea mult de treburile gospodărești. Numărul mare de copii și nepoți pe care îi intreținea la școală, la care s-au mai adăugat și alți copii pe care îi întreținea la școală, l-au oprit să facă investiții importante la Bădăcin. 
Moare la 4 noiembrie 1895, de o boală de rinichi de care suferea de mult timp. Simțindu-și sfârșitul a dorit să fie dus la Bădăcin, soția sa Clara l-a însoțit și în brațele ei “Ionaș a trecut pragul cel mare”. Este înmormântat din dorința proprie, la Bădăcin, la moșia strămoșească din Dealul Țarinei.